# Утида, Юки
Юки Утида (яп. 内田有紀; род. 16 ноября 1975, Токио, Япония) — японская актриса, фотомодель и певица, идол 1990-х гг.

## Биография
Родилась 16 ноября 1975 года в Токио, Япония. Практиковала фехтование в средней школе и заняла 3-е место в турнире в Токио в 1991 году. В 2002 году на ней женился японский киноактёр Хидэтака Ёсиока, с которым она развелась в 2005 году.

## Карьера
Дебютировала в кино в начале 1990-х годов. Наибольшую известность ей принесла главная роль в фильме «Дзэн».

## Избранная фильмография
- «Дзэн» (2009)
- Bambino!